# Nemacheilus fasciatus
Nemacheilus fasciatus es una especie de peces de la familia Balitoridae en el orden de los Cypriniformes.

## Morfología
• Los machos pueden llegar alcanzar los 7,4 cm de longitud total.

## Distribución geográfica
Se encuentran en Indonesia (Sumatra y  Java ).

## Hábitat
Es un pez de agua dulce.